# Катастрофа Ил-12 под Новосибирском (1952)
Катастро́фа Ил-12 под Новосиби́рском — авиационная катастрофа самолёта Ил-12 компании Аэрофлот, произошедшая в пятницу 25 апреля 1952 года в районе Новосибирска, при этом погибли 8 человек.

## Самолёт
Ил-12 (встречается также обозначение модели Ил-12П) с заводским номером 30018 и серийным 018 был выпущен заводом «Знамя Труда» (Москва) 14 марта 1947 года. Авиалайнер получил бортовой номер СССР-Л1312 и был передан Главному управлению гражданского воздушного флота, которое в свою очередь направило его в 55-й авиатранспортный отряд Западно-Сибирского территориального управления гражданского воздушного флота. Общая наработка самолёта составляла 1923 лётных часа.

## Экипаж
В данном полёте на борту самолёта находились два экипажа:
- Заместитель командира отряда по лётной службе — Севастьянов Николай Сергеевич
- КВС:
  - Бузовир Григорий Петрович
  - Баранов Петр Александрович
- Вторые пилоты:
  - Ипполитов Иван Емельянович
  - Михайловский Виктор Степанович
  - Шарнин Иван Тимофеевич
- Бортрадисты:
  - Лукьянов Константин Петрович
  - Носов Александр Михайлович
- Бортмеханик — Смирнов Николай Сергеевич

## Катастрофа
Ил-12 выполнял тренировочный полёт в районе Новосибирского аэропорта и взлетел в 14:22. Небо над Новосибирском в это время было полностью затянуто облаками высотой около 200 метров, в которых наблюдалось обледенение, видимость составляла около 2 километров, дул слабый южный ветер, шёл мокрый снег. Для руководителя полётов это было четвёртое самостоятельное дежурство, а командная радиостанция была сломана, поэтому связь с бортом Л1312 не велась. Однако когда через 2,5—3 часа лайнер не вернулся, в аэропорту начали волноваться и даже съездили на площадку самолётов, но пропавшего самолёта там не было. Наконец в аэропорт поступил звонок об авиакатастрофе близ хутора Карманово. На месте был обнаружен разрушенный и частично сгоревший авиалайнер. Непосредственно на месте погибли 7 человек, выжили КВС Баранов и второй пилот Михайловский. Позже Михайловский скончался от полученных травм, став 8-й жертвой катастрофы.
Согласно показаниям Баранова, он сам при взлёте находился в пассажирском салоне слева во втором ряду, тогда как пилотировали самолёт сидевший в левом кресле Бузовир и сидевший в правом кресле Севастьянов. Севастьянов решил сымитировать взлёт с отказавшим мотором и в условиях облачности, поэтому зафлюгировал левый воздушный винт. На высоте 200 метров Ил-12 влетел в облака. Затем на высоте 1200—1250 метров Севастьянов выпустил шасси и щитки, а также снизил мощность работающего правого мотора. Целью было снизить скорость, чтобы затем показать тренируемым экипажам, как выйти из такой ситуации, хотя в задании на полёт такое упражнение не было предусмотрено. Однако потеряв скорость, Ил-12 вошёл в левый разворот. Понимая критичность ситуации, оба бортрадиста выскочили из кабины и побежали один в туалет, а другой в задний багажник. Правый двигатель был выведен на режим форсажа, тогда как бортмеханик Смирнов пытался вывести левый воздушный винт из флюгера. Затем авиалайнер без поступательной скорости врезался хвостовой частью в поле и разрушился. Сам Баранов в момент удара потерял сознание.